# Gottfried Münzenberg
Gottfried Münzenberg (17 de març de 1940, Nordhausen, Turíngia, Alemanya) és un físic nuclear alemany. Participà en la síntesi dels elements químics bohri, hassi, meitneri, darmstadti, roentgeni i copernici, essent el primer autor del descobriment dels tres primers, al laboratori de la Societat per a la Recerca d'Ions Pesants (GSI) a Darmstadt, Hessen, Alemanya. El 2020 ocupava la 3a posició en quan a nombre d'isòtops descoberts en col·laboració amb altres científics, amb un total de 220, essent el primer autor del descobriment de 12.

## Vida
Münzenberg nasqué a Nordhausen, estat de Turíngia, durant la Segona Guerra Mundial. Era fill d'un pastor protestant, la qual cosa l'ha dut a preocupar-se profundament per les implicacions filosòfiques i teològiques de la física. Una vegada finalitzada la guerra, la família es mudà a Wolfsburg, Baixa Saxònia, on hi realitzà els estudis secundaris. Després estudià física a la Universitat Justus von Liebig de Gießen, Hessen, i a la Universitat Leopold Franzens d'Innsbruck, Austria. Es doctorà a la Universitat Justus von Liebig de Gießen el 1971 amb la tesi Stigmatisch fokussierendes Teilchenspektrometer mit Massen-und Energiedispersion. El 1976 s'incorporà al departament de química nuclear de la Societat per a la Recerca d'Ions Pesants (GSI) de Darmstadt, dirigit aleshores per Peter Armbruster. També dirigí el departament d'Estructura Nuclear i Química Nuclear al GSI i exercí de professor de física a la Universitat de Magúncia Johannes Gutenberg fins a la seva jubilació el març del 2005.

## Obra

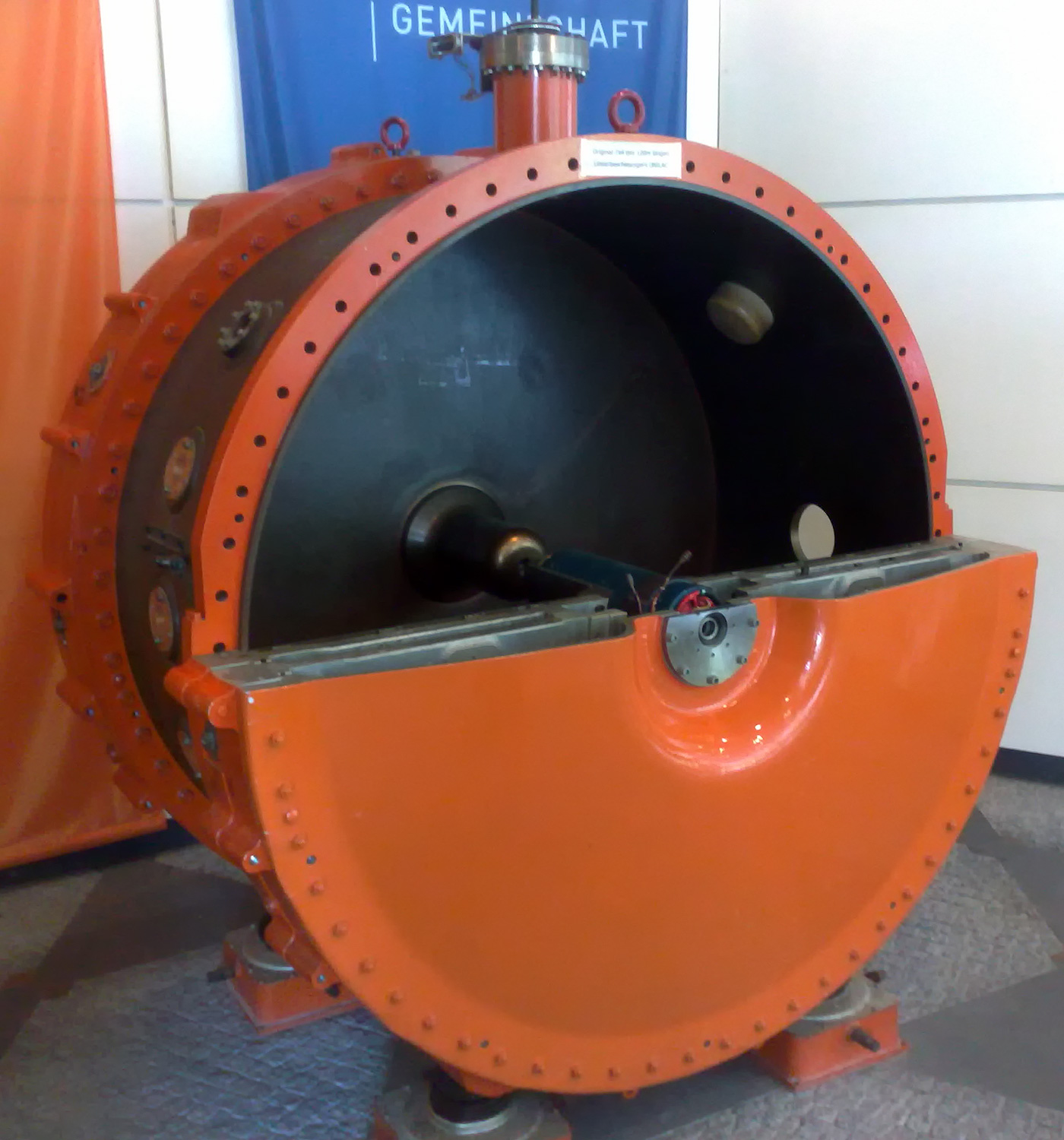
Part de l'UNILAC, l'accelerador de partícules emprat per Münzenberg

La tasca que dugué a terme amb Armbruster al GSI fou la construcció del Separador de Productes de Reaccions d'Ions Pesants (SHIP, en l'acrònim anglès) que situà el GSI a l'alçada dels laboratoris estatunidenc i soviètic de Berkeley i de Dubnà, respectivament. El projecte insígnia era la síntesi d'elements superpesants. En el 1981, el GSI de Darmstadt realitzà un experiment de síntesi i detecció de l'element de nombre atòmic 107. Hi participaren Gottfried Münzenberg, Sigurd Hofmann, Fritz Peter Heßberger, Willibrord Reisdorf, Karl-Heinz Schmidt, J. H. R. Schneider, Peter Armbruster, Cristoph-Clemens Sahm i B. Thuma. L'experiment consistí en el bombardejament d'una diana de bismut 209 amb ions accelerats de crom 54 i detectaren 5 àtoms de l'isòtop 262 de l'element que després s'anomenaria bohri (Z = 107). La reacció fou:
{\displaystyle {\ce {^209_83Bi + ^54_24Cr -> ^262_107Bh + ^1_0n}}}
El 1982, l'equip de Münzenberg sintetitzà el meitneri (Z = 109) i el 1984 el hassi (Z = 108), amb aquestes reaccions:
{\displaystyle {\ce {^209_83Bi + ^58_26Fe -> ^266_109Mt + ^1_0n}}}{\displaystyle {\ce {^208_82Pb + ^58_26Fe -> ^265_108Hs + ^1_0n}}}

Elements descoberts per Münzenberg
Bohri
Hassi
Meitneri

El 1984 Münzenberg es posà el capdavant del projecte del separador de fragments (FRS), instrument amb el qual el GSI realitzà investigacions sobre la interacció amb la matèria d'ions pesants accelerats a velocitats relativístiques, així com la producció i separació de corrents nuclears exòtics i l'estudi d'aquests nuclis.
Durant la seva trajectòria científica ha participat en el descobriment de 220 isòtops nous, la qual cosa el situa en la 3a posició de la classificació de codescobridors d'isòtops. Dotze d'aquest isòtops foren descoberts per Münzenberg com a primer autor del treball.

## Premis
- Premi Röntgen de la Universitat de Gießen (1983), per la seva participació significativa en la construcció de l'espectròmetre SHIP i en la descoberta dels elements bohri i meitneri.[4]
- Premi Otto Hahn de la ciutat de Frankfurt del Main (1996) amb Sigurd Hofmann.[5]
- Premi Lise Meitner (2000) de la Societat Europea de Física, juntament amb Peter Armbruster i Iuri Oganessian, per la síntesi i identificació dels nous elements químics.[6]